# Doggy Poo
Pour plus de détails, voir Fiche technique et Distribution.
Doggie Poo (강아지똥, littéralement « caca de chien ») est un court-métrage d'animation de pâte à modeler sud-coréen sorti en 2003, d'après un livre pour enfants datant de 1968.

## Synopsis
Un chiot ayant laissé une crotte sur un chemin de terre battue, le petit excrément prend vie et se rend compte combien il est seul et méprisé étant donné sa nature. S'entretenant avec un tas de terreau, une feuille d'arbre, une poule et finalement un pissenlit, il finira par se rendre compte qu'il n'est pas venu au monde pour rien.

## Fiche technique
- Titre : Doggy Poo
- Titre original : 강아지똥
- Réalisation : Kwon Oh-sung
- Scénario : Kwon Jung-saeng, Kwon Oh-sung et Park No-mi
- Musique : Yiruma
- Photographie : Woo Seung-ryong
- Production : Lee Man-bok et Stephanie Shalofsky
- Société de production : Itasca Studio
- Pays :  Corée du Sud
- Genre : Animation et fantastique
- Durée : 30 minutes
- Dates de sortie : 
  -  Corée du Sud : 20 juin 2003

## Distinction
- A reçu le Viewer's Choice Award dans le Big Apple Anime Fest 2003 aux États-Unis.